# Regnare nolo liber ut non sim mihi
Regnare nolo, liber ut non sim mihi è una locuzione latina, che tradotta letteralmente significa «preferisco non regnare piuttosto che perdere la libertà» (Fedro).
È la risposta del lupo al cane che, vedendolo così magro e affamato, gli aveva proposto di mettersi a disposizione del suo padrone, ricevendo in premio ogni ben di Dio. Quando però, dopo l'enumerazione di tutti i privilegi della vita domestica, il lupo sentì che doveva stare alla catena, cambiò idea.